# Красивая Меча
Красивая Меча (на руски: Красивая Меча) е река в Тулска и Липецка област на Русия, десен приток на Дон. Дължина 244 km. Площ на водосборния басейн 6000 km².
Река Красивая Меча води началото си от Средноруското възвишение, на 230 m н.в., на 6 km североизточно от село Болшое Огарево в Тулска област. Тече предимно в югоизточна посока през източните части на Средноруското възвишение в добре оформена долина, като силно меандрира. Влива се отдясно в река Дон, при нейния 1645 km, на 115 m н.в., при село село Тутчево в Липецка област. Основни притоци: леви – Турдей (24 km), Витемка (25 km), Птан (68 km); десни – Каменка (25 km), Семенек (горен приток, 68 km), Любашевка (34 km), Кобилинка (31 km), Семенек (долен приток 24 km). Има смесено подхранване с преобладаване на снежното с ясно изразено пролетно пълноводие през март и април. Среден годишен отток на 22 km от устието 30,2 m³/s, максимален 1360 m³/s. Замръзва през ноември или началото на декември, а се размразява в края на март или началото на април. По бреговете на реката са разположени няколко десетки населени места, в т.ч. град Ефремов в Тулска област.